# Tarrafal de São Nicolau
Tarrafal de São Nicolau is een van de 22 gemeentes van Kaapverdië. Het ligt in het westen van het eiland São Nicolau. De hoofdplaats van de gemeente is de stad Tarrafal de São Nicolau.

## Geschiedenis
De gemeente is ontstaan in 2005. Daarvoor maakte het deel uit van de gemeente São Nicolau.

## Politiek
Kaapverdië wordt op gemeentelijk niveau, net als op landelijk niveau, beheerst door twee partijen: aan de linkerzijde de PAICV en aan de rechterzijde de MpD.
De Gemeentelijke Vergadering (in het Portugees: Assembleia Municipal) van de gemeente Tarrafal de São Nicolau bestaat nu uit 13 leden. Hiervan zijn 6 leden afgevaardigd door de PAICV en 7 leden door de MpD. Het gemeentebestuur (câmara) bestaat uit 5 MpD-leden.

### Uitslagen van de gemeenteraadsverkiezingen
Elke 4 jaar vinden op dezelfde dag de verkiezingen plaats voor de Gemeentelijke Vergadering als voor het Gemeentebestuur.

#### Gemeentelijke Vergadering
|       | 2008 % | 2008 zetels | 2012 % | 2012 zetels |
| ----- | ------ | ----------- | ------ | ----------- |
| PAICV | 54.3   | ?           | 44.4   | 6           |
| MpD   | 41.3   | ?           | 52.1   | 7           |

#### Gemeentebestuur
|       | 2008 % | 2008 zetels | 2012 % | 2012 zetels |
| ----- | ------ | ----------- | ------ | ----------- |
| PAICV | 57.2   | 5           | 45.5   | 0           |
| MpD   | 39.4   | 0           | 50.8   | 5           |